# Kiss (álbum de Carly Rae Jepsen)
Kiss —en español: Beso— es el segundo álbum de estudio de la cantante canadiense Carly Rae Jepsen, lanzado originalmente el 18 de septiembre de 2012 por la discográficas 604, Interscope y Schoolboy Records.
Incluye géneros como el pop, disco-pop, teen pop, dance-pop, bubblegum y electropop.

## Antecedentes
Kiss salió a la venta 18 de septiembre de 2012 en 604 Records/Schoolboy Records/Interscope Records. Su lanzamiento permitirá "dar a los fanes el tiempo justo para absorber las nuevas canciones" antes que Jepsen comience su gira en Arizona el 29 de septiembre.
Al discutir sobre el álbum, Jepsen reveló: "Estas son ideas líricas y canciones que he ido recopilando durante años [...] El disco es pop. Está inspirado por Robyn, The Cars, Madonna, y lo creas o no, James Taylor. No puedo esperar a compartirlo con todo el mundo!"
Jepsen ha trabajado con productores como Max Martin, Dallas Austin, Stefan Kendal Gordy (Redfoo) de LMFAO, Toby Gad, el cantante de Marianas Trench Josh Ramsay, Kevin James Maher y Matthew Koma. También colaboró con el proyecto estadounidense de música electrónica Adam Young de Owl City en «Good Time», que hasta el momento alcanzó el puesto número nueve en el Billboard Hot 100. Ante el éxito obtenido, ella reveló: "No te puedo decir cómo me siento de afortunada al poder colaborar con algunos de los productores de mis sueños. Ha sido la experiencia más gratificante".

## Lista de canciones
| N.º | Título                                | Escritor(es)                                                                                        | Productor(es)                         | Duración |  |
| 1.  | «Tiny Little Bows»                    | Carly Rae Jepsen, Dallas Austin, Sam Cooke, Tavish Crowe                                            | Dallas Austin, Cory Enemy, Colin Janz | 3:21     |  |
| 2.  | «This Kiss»                           | Jepsen, Matthew Bair, Kelly Covell, Stefan Kendal Gordy                                             | Matthew Bair                          | 3:48     |  |
| 3.  | «Call Me Maybe»                       | Jepsen, Josh Ramsay, Tavish Crowe                                                                   | Josh Ramsay                           | 3:13     |  |
| 4.  | «Curiosity»                           | Jepsen, Ryan Stewart                                                                                | Ryan Stewart                          | 3:33     |  |
| 5.  | «Good Time» (con Owl City)            | Adam Young, Matthew Thiessen, Brian Lee                                                             | Adam Young                            | 3:25     |  |
| 6.  | «More Than a Memory»                  | Jepsen, Matthew Koma, Stefan Kendal Gordy                                                           | Matthew Koma                          | 4:02     |  |
| 7.  | «Turn Me Up»                          | Jepsen, Bonnie Mckee, Josh Abraham, Kevin James Maher, Oliver Goldstein                             | Josh Abraham, Oligee, Cory Enemy      | 3:44     |  |
| 8.  | «Hurt So Good»                        | Jepsen, Koma                                                                                        | Matthew Koma                          | 3:08     |  |
| 9.  | «Beautiful» (featuring Justin Bieber) | Jepsen, Justin Bieber, Toby Gad                                                                     | Toby Gad                              | 3:17     |  |
| 10. | «Tonight I'm Getting Over You»        | Max Martin, Lukasz Gottwald, Clarence Coffee Jr of The Strangerz, Shiloh Hoganson, Katerina Loules, | Dr. Luke, Max Martin                  | 3:39     |  |
| 11. | «Guitar String" / "Wedding Ring»      | Jepsen, Josh Ramsay, Tavish Crowe                                                                   | Josh Ramsay                           | 3:26     |  |
| 12. | «Your Heart Is a Muscle»              | Jepsen, Toby Gad                                                                                    | Toby Gad                              | 3:48     |  |

| Deluxe edition bonus tracks |                                |              |               |          |  |
| N.º                         | Título                         | Escritor(es) | Productor(es) | Duración |  |
| 13.                         | «Drive»                        |              |               | 2:59     |  |
| 14.                         | «Wrong Feels So Right»         |              |               | 4:17     |  |
| 15.                         | «Sweetie»                      |              |               | 3:38     |  |
| 16.                         | «I Know You Have a Girlfriend» |              |               | 3:03     |  |

| Japan Deluxe edition bonus tracks |                  |              |               |          |  |
| N.º                               | Título           | Escritor(es) | Productor(es) | Duración |  |
| 17.                               | «Almost Said It» |              |               | 2:27     |  |
| 18.                               | «Melt With You»  |              |               | 4:00     |  |

| Japan Deluxe edition bonus DVD |                                 |                   |          |  |
| N.º                            | Título                          | Director(es)      | Duración |  |
| 1.                             | «Call Me Maybe» (vídeo musical) | Ben Knechtel      | 3:20     |  |
| 2.                             | «Call Me Maybe» (making movie)  | Ben Knechtel      |          |  |
| 3.                             | «Good Time» (vídeo musical)     | Declan Whitebloom | 3:28     |  |
| 4.                             | «Good Time» (making movie)      | Declan Whitebloom |          |  |

## Posicionamiento y certificaciones

### Listas
| Lista (2012)                   | Mejor posición |
| ------------------------------ | -------------- |
| Australian Album Charts        | 8              |
| Austrian Album Charts          | 25             |
| Belgium Album Chart (Flanders) | 15             |
| Belgium Album Chart (Wallonia) | 27             |
| Canadian Albums Chart          | 5              |
| Danish Albums Chart            | 26             |
| German Album Chart             | 22             |
| French Albums Chart            | 14             |
| Irish Albums Chart             | 16             |
| Italia (FIMI)                  | 32             |
| Japanese Albums Chart          | 4              |
| Mexican Albums Chart           | 16             |
| Netherlands Album Chart        | 47             |
| New Zealand Albums Chart       | 6              |
| Norwegian Album Chart          | 24             |
| Spanish Album Chart            | 20             |
| Swiss Albums Chart             | 18             |
| UK Albums Chart                | 9              |
| US Billboard 200               | 6              |

### Certificaciones
| Región        | Certification | Sales/shipments |
| ------------- | ------------- | --------------- |
| Brasil (ABPD) | Gold          | 20 000          |
| Canadá (CRIA) | Gold          | 40 000          |
| Japón (RIAJ)  | Gold          | 100 000         |

## Historial del lanzamiento
| Región         | Fecha                    |
| -------------- | ------------------------ |
| Alemania       | 14 de septiembre de 2012 |
| Reino Unido    | 17 de septiembre de 2012 |
| Estados Unidos | 18 de septiembre de 2012 |
| Argentina      | 18 de septiembre de 2012 |
| Japón          | 19 de septiembre de 2012 |